# Heliconius intermedius
Heliconius intermedius är en fjärilsart som beskrevs av Riffarth 1907. Heliconius intermedius ingår i släktet Heliconius och familjen praktfjärilar. Inga underarter finns listade i Catalogue of Life.